# Pearson plc
Pearson plc là một công ty giáo dục và xuất bản đa quốc gia của Anh có trụ sở chính tại Luân Đôn, Anh.
Pearson plc được thành lập như một doanh nghiệp xây dựng vào những năm 1840, sau đó chuyển sang xuất bản vào những năm 1920. Đây là công ty giáo dục lớn nhất và từng là nhà xuất bản sách lớn nhất thế giới. Vào năm 2015, công ty đã thông báo thay đổi để chỉ tập trung vào giáo dục. Pearson plc sở hữu một trong những hội đồng khảo thí GCSE ở Vương quốc Anh: Edexcel.